# Майя Лідія Коссаковська
Мая Лідія Коссаковська (пол. Maja Lidia Kossakowska), у шлюбі Коссаковська-Ґжендович (пол. Maja Lidia Kossakowska-Grzędowicz, 27 лютого 1972, Варшава — 23 травня 2022) — польська письменниця-фантастка, журналістка, телеведуча та художниця, за освітою археологиня. Її називають першою дамою польської фантастики.

## Біографія
Мая Лідія Коссаковська народилась у Варшаві. Вона є випускницею Варшавського університету та Ліцею пластичного мистецтва (за спеціальністю пластик-спеціаліст із виставкового мистецтва), вивчала середземноморську археологію. Ще вибираючи спеціальність, вона мріяла стати письменницею, тому вибрала таку спеціальність, що на її думку могла допомогти в написанні фантастичних творів. Також вона працює журналісткою, є авторкою кількох телепередач та пише картини. Її вірші, поряд із творами Твардовського, Тувіма і Шимборської, стали частиною поетичного коментаря до виставки польських митців-пластиків «Ангели» (пол. Anioły) в Копенгагені в 2006 році. Також вірші письменниці увійшли до складу кількатомного роману її чоловіка, Ярослава Ґжендовича, «Господар льодового саду».
Коссаковська є однією із титулярних власників Палацу Коссаковських у Варшаві.
Коссаковська, що розпочала письменницьку діяльність до одруження, користується виключно дошлюбним прізвищем, щоб, як вона висловилась, «не змішувати і комбінувати», оскільки її чоловік (Ярослав Ґжендович) є також діючим письменником-фантастом. Вона не пише разом з чоловіком, хоча за її словами, він є першим читачем її творів.
Загинула при пожежі у своєму домі в ніч з 22 на 23 травня 2022 року.

## Літературна творчість
Мая Лідія Коссаковська розпочала літературну діяльність у 1997 році, коли в журналі «Fenix» було опубліковано її перше оповідання «Муха». Пізніше на основі оповідання створена одноактна п'єса. У 2001 році письменниця отримала премію «Срібний глобус» у категорії «Оповідання року» за оповідання «Безногий танцівник» (пол. Beznogi tancerz). Протягом наступних двох років письменниця чотири рази номінувалась на премію імені Януша Зайделя за свої оповідання, а повість «Дзеркало» (пол. Zwierciadło) зайняла третє місце в рейтингу премії «Сфінкс». 
У своїй творчості письменниця часто переосмислює релігійні мотиви з позицій соціальної фантастики. Зокрема, центральне місце у творчості Коссаковської займає цикл книг, де головними героями виступають янголи: «Оборонці Королівства» (пол. Obrońcy Królestwa, збірка оповідань, пов'язана сюжетно з «Сівачем вітру», дія відбувається безпосередньо перед подіями цього роману, вийшла друком у 2003 році), «Сівач вітру» (пол. Siewca Wiatru, роман виданий у 2004 році, до нього авторка додала великий тлумачний словник понять, назв, військових формувань та імен, створений спеціально для творів, пов'язаних із описом ангелів), та «Небесні жорна» (пол. Żarna niebios, збірка оповідань, яка є перевиданням «Оборонців Королівства», до якої включені два нових оповідання — «Ґрінґо» та «Небесні жорна», вийшла друком у 2008 році). Пізніше письменниця продовжила своє захоплення міфологією написанням твору на основі міфології якутів «Руда зграя» (пол. Ruda sfora). Пізніше продовженням ангельського циклу в творчості письменниці став двотомний роман «Збирач бур» (пол. Zbieracz Burz), опублікований у 2010—2011 роках. Останнім написаним твором із цього циклу є роман «Брами Світлості» (пол. Bramy Światłości), два томи якого вийшли друком у 2017—2018 роках.
У 2009 році письменниця опублікувала цикл повістей «Південний вампір» (пол. Upiór Południa), який вона назвала найважливішими та найповнішими своїми творами зі всіх написаних.
У 2006 році Мая Лідія Коссаковська отримала премію «Золотий Кіт» за цикл творів про янголів. У 2007 році вона отримала премію «Шльонкфа» як Творець Року. Вісім разів письменниця номінувалась на премію імені Януша Зайделя, проте отримала її лише двічі: у 2007 році за оповідання «Дракон танцює для Чунґ Фонґа» (пол. Smok tańczy dla Chung Fonga), причому в цьому ж році премію Зайделя за роман отримав її чоловік Ярослав Ґжендович, а в 2012 році вона отримала премію Зайделя за гумористичний роман "Ґрильбар «Галактика» (пол. Grillbar Galaktyka).

### Книги
- Оборонці Королівства (пол. Obrońcy Królestwa, збірка оповідань, 2003)
- Сівач вітру (пол. Siewca Wiatru, 2004)
- Закон Краю Світу (пол. Zakon Krańca Świata, 2005—2006)
- Вежі крові (пол. Więzy krwi, збірка оповідань, 2007)
- Руда зграя (пол. Ruda sfora, 2007)
- Небесні жорна (пол. Żarna niebios, збірка оповідань, 2008)
- Південний вампір (пол. Upiór Południa, збірка повістей, 2009)
- Збирач бур (пол. Zbieracz Burz, 2009—2010)
- Ґрильбар «Галактика» (пол. Grillbar Galaktyka, 2011)
- Такесі. Тінь смерті (пол. Takeshi Cień Śmierci, 2014—2015)
- Брами Світлості (пол. Bramy Światłości, 2017—2018)

### Оповідання
- Муха (пол. Mucha, 1997)
- Сіль на небесних пасовищах (пол. Sól na pastwiskach niebieskich, 1999)
- Схизма (пол. Schizma, 1999)
- Гекатомба (пол. Hekatomba, 2000)
- Вежа з сірників (пол. Wieża zapałek, 2000)
- Кошик на смерть (пол. Kosz na śmierci, 2000)
- Безногий танцівник (пол. Beznogi tancerz, 2000)
- Діорама (пол. Diorama, 2001)
- Дзеркало (пол. Zwierciadło, 2002)
- Небесні жорна (пол. Żarna niebios, 2001)
- Світло в тунелі (пол. Światło w tunelu, 2003)
- Побачити червень (пол. Zobaczyć czerwień, 2003)
- Припустимі втрати (пол. Dopuszczalne straty, 2003)
- Смуга крові (пол. Smuga krwi, 2003)
- Волове серце (пол. Serce wołu, 2004)
- Вежі крові (пол. Więzy krwi, 2004)
- Спокій Сірої Води (пол. Spokój Szarej Wody, 2004)
- Смуток (пол. Smutek, 2004)
- Пурпурова хвиля (пол. Szkarłatna Fala, 2005)
- Дракон танцює для Чунґ Фонґа (пол. Smok tańczy dla Chung Fonga, 2006)
- Ґрінґо (пол. Gringo, 2008)
- Чернь (пол. Czerń, 2009)
- Смак куряви (пол. Smak kurzu, 2018)
- Шеф, маємо проблеми (пол. Szefie, mamy problem, 2011)